# Faisan aux chicons
Cet article possède un paronyme, voir Brabançon.
Le faisan aux chicons, aussi appelé faisan à la brabançonne, est un plat typiquement belge ; il est composé de jeunes faisans, de beurre, d'huile d'arachide, de chicons (endives) et de persil.